# Epistrophe (diptère)
Pour les articles homonymes, voir Épistrophe.
Genre
Epistrophe est un genre d'insectes diptères du sous-ordre des Brachycera (les brachycères sont des mouches muscoïdes aux antennes courtes), de la famille des Syrphidae.

## Liste d'espèces
Selon Fauna Europaea (5 février 2023) :
- Epistrophe annulitarsis
- Epistrophe cryptica
- Epistrophe diaphana
- Epistrophe eligans
- Epistrophe flava
- Epistrophe grossulariae
- Epistrophe leiophthalma
- Epistrophe melanostoma
- Epistrophe nitidicollis
- Epistrophe obscuripes
- Epistrophe ochrostoma